# Strabane
Strabane (en irlandais : an Srath Bán ; en scots d'Ulster : Stràbane) est une ville du Royaume-Uni située en Irlande du Nord, dans le Comté de Tyrone. Elle se trouve à proximité de la frontière avec la République d'Irlande.
Elle comptait 13 172 habitants en 2011.

## Jumelages
- Sioux Falls (États-Unis)

## Personnalités
- Guy Carleton (1724-1808), deuxième gouverneur britannique de la Province of Quebec, premier gouverneur général de l'Amérique du Nord britannique.